# The Trade
Pour plus de détails, voir Fiche technique et Distribution.
The Trade est un film nigérian qui est réalisé par Jadesola Osiberu (en). Sorti au Nigeria le 13 janvier 2023, le film s'inspire d'événements réels et plonge dans le monde sombre des enlèvements, de la ruse et de la quête incessante de justice,,,,.

## Synopsis
Le film tourne autour d'un kidnappeur insaisissable connu uniquement sous le nom d'Eric, qui terrorise les communautés du sud du Nigeria depuis plus d'une décennie. Son règne de peur laisse les victimes et leurs familles traumatisées. Cependant, lorsqu'il accepte un travail qui rapproche plus que jamais la loi, les enjeux s'intensifient considérablement,.

## Distribution
- Rita Dominic
- Blossom Chukwujekwu (en)
- Gideon Okeke (en)